# Бубенхайм (Рейнхессен)
Бубенхайм (нем. Bubenheim) — община в Германии, в земле Рейнланд-Пфальц.
Входит в состав района Майнц-Бинген. Подчиняется управлению Гау-Альгесхайм. Население составляет 840 человек (на 31 декабря 2010 года). Занимает площадь 4,38 км².